# 神的存在性
神是否存在（上帝是否存在）问题是指西方哲学和神学中对神（上帝）是否存在的疑问和探讨。西方社会长久以来一直存在着有关神是否存在的辩论。数千年中，许多神学家、哲學家與科学家都曾嘗試论证神的存在性。这些论证主要涉及到哲學上的本体论及认识论等领域。各种有关论证包括从形而上学出发的论证、从逻辑出发的论证、经验主义的论证以及主观性上的论证等等。直到现今，有关神是否存在的辩论仍未落幕。在哲学界、宗教界和大众文化中都可以看到相关的观点和讨论。

## 哲学观点

### “神”的定义
在“神是否存在”的问题中，其主体“神”是最重要的概念。在经典神学中，“神”或“上帝”（God）是一个形而上的概念，神是终极的（ultimate），第一（the first）、永恒（eternal）、全知（omniscient）全能（omnipotent）的。这里所说的“神”并不是人格化的。在开放神论（Open Theism）和过程神论（Process Theism）等理论中，神的定义有所不同。事实上，尽管经典神学中充满了对神的论述，但经典神学认为神是无法定义的。经典神学认为，神的属性包括了神的超越性，而超越性使得人类无法对神作出完全的定义。
在西方社会或以外，“神”也有截然不同的含义。例如斯宾诺莎的哲学中，“神”即是所谓的“实体”，是“在自身内并通过自身而被认识的存在。换言之，形成实体的概念，可以无须借助于他物的概念”。斯宾诺莎的神是唯一的，拥有无限个属性，等同于自然或宇宙本身。多神论或泛神论中，“神”可以指任何被人相信其存在的超自然概念。
在现代的基督教世界或伊斯兰世界等一神论宗教（亞伯拉罕諸教）流行的地方，“神”指的是唯一的终极的至高无上的人格化存在。在其他的一元论哲学或一神论的宗教教派的教义中，也有类似“神”的概念。例如印度教的不二论中，用“梵”来表示唯一、全部、仅有的真实。

#### 漠视主义
哲学中，对“神的存在性”所持的态度有多种。认为“‘神是否存在’的问题本身没有意义”的观点被称为“漠视主义”。漠视主义的一种观点是，讨论神是否存在之前必须给“神”定下一个切合的定义。如果哲学和宗教无法对“神”的概念作出切合的定义，那么讨论神的存在性就是没有意义的。同样，如果“神”的定义是不可证伪的，那么就神学非认知主义的观点来说，“神是否存在”的问题也是无意义的。

### 认识论
认识论是哲学中的一个分支，研究人类认识的本质，即自我能否以及如何认识客观实在。古典西方哲学主要研究本体论。随着文艺复兴运动和宗教改革的发展，欧洲人开始了对宗教和上帝的怀疑和反思。因而这一时期的哲学家们在构建自己的哲学的时候，都不可避免地涉及到神的存在性，回答“神是否存在”的问题促使哲学家们反思“人如何认知神乃至一切客观实在”。这样，西方哲学迎来了认识论的转向，从研究客观实在的本质，转移到研究“人是否能够以及如何把握客观实在的本质”。而对这个问题的回答主要有经验主义、理性主义和神秘主义三种。

## 神存在的论证
中世纪后对神的存在的论证最早见于基督教神学。13世纪的哲学家、神学家圣托马斯·阿奎那首先提出了论证神存在的五种方法，被称为“圣托马斯五法”。圣托马斯是自然神学首批提倡者之一，是托马斯哲学学派的创始者。他的五种方法是用後验的方式论证神的存在。

### 聖托瑪斯的五路論證
聖托馬斯·阿奎那提出的五路論證是後验的方法，也就是说通过后天所得的经验来论证神的存在。
- 不受动的动体论证：圣托马斯的第一个论证建立在古希腊哲学家亚里士多德的运动论上。亚里士多德认为，运动是能动物的潜在的实现。圣托马斯首先注意到：现实中总有运动（變動）的物体，这可以被後天的经验证实。任一运动的物体必然是由另一个实现了潜在（即运动）的物体导致运动（推动）的。而这另一个运动的物体又必然是被另一个运动的物体推动的。然而这种关系不能推至无穷，因为必定有一个初始的推动者（the first unmoved mover）。这个初始的推动者不是由他者推动的，它也就是神。
要注意的是，这里的“运动”比通常表示物体位置移动的“运动”一词更为宽泛。
- 第一因论证：第二个论证从事物的因果关系（亚里士多德的四因）出发。任一物都不会是它自己的效因（efficient cause），必然是另一物。这种关系不可能推至无穷，因为没有初始的效因，也就没有终极的效果（final effect），也就不会存在中间的效因（any intermediate efficient causes）。所以必定有一个初始的效因，也就是神。
- 从偶然性出发的论证：第三个论证基于偶然性与必然性。很多事物不是必然存在的（其存在性不是在任何情况或时刻下都为真），而是偶然存在的（即在某些情况或时刻下不会存在）。但不可能所有的事物都是偶然存在的，否则总有一个情况或时刻下所有的事物都不存在，这样之後就无法让任何事物开始存在了。这是荒谬的。因此，必然有一个事物是在任何情况和时刻下都存在的。这个必然存在就是神。
- 最高级的论证：第四个论证是基于万物的性质的级别。不同的事物之间，总有一物优于另一物的比较，所以可以给物体的优劣分出等级。而贵贱、真假等性质也是如此。任何性质都可以分出等级。等级制中必然有最高的一级。而最高级必然是导致其他等级的原因，就如火是热的最高级，所以是热的原因一样。因此，“完美”和“存在”的最高级必然也是导致一切完美和存在的原因，也就是神。
- 目的因的论证：第五个论证基于亚里士多德四因中的目的因（final cause）。天空下雨是由于动植物需要成长，人生有眼睛是由于要看见外界，任何事物的运动都因为自身的目的。而有些事物的运动是没有智慧的，比如天空下雨、花草生长。但有目的的运动只能够是由于智慧而产生的。因此，必然有一个智慧引导着万物向它们的目的运动。这个智慧就是神。

### 本体论的论证
圣托马斯的论证是後验的，而先验的论证（指通过先天理性就能得到，不须借助後天对客观实在的认识的论证）则是由11世纪经院哲学家安瑟伦首先提出的本体论的论证。安瑟伦的论证如下：
1. 神是能构想出来的最伟大的存在（greatest conceivable being）。
2. 和只存在于构想中相比，在现实和构想中同时存在的存在更为伟大。如果神只存在于构想中，那么可以构想一个同时存在于构想与现实中的神，比只存在于构想中的神更伟大。
3. 所以，神在构想中和在现实中都存在。

这个论证被圣托马斯批评，因为圣托马斯认为神的超越性使得它不能被人类定义。德国哲学家康德对本体论论证提出了逻辑上的反驳。他认为安瑟伦混淆了“神”和“神的概念”，以及“存在”和“现实存在”。安瑟伦只证明了神的概念中应该包含神现实存在，但“神现实存在”的逻辑必然性，并不蕴含“神现实存在”的现实必然性。安瑟伦的证明只是同义反复。